# Cadillac Converj
Der Cadillac Converj ist ein Konzeptfahrzeug, das von der US-amerikanischen Automarke Cadillac aus dem General-Motors-Konzern gebaut wurde und als zweitüriges Coupé ausgeführt ist. Es wurde formal erstmals 2009 auf der North American International Auto Show gezeigt.
Der Wagen ist mit dem Antriebssystem des Chevrolet Volt ausgestattet – ein 16-kWh-Batteriepaket aus 220 Lithium-Ionen-Zellen, ein Elektromotor mit einer Leistung von 120 kW und ein Vierzylinder-Ottomotor mit Generator, zusammen GM-Voltec-Elektroantriebssystem genannt. Das maximale Drehmoment des Elektromotors beträgt 370 Nm. Die Reichweite mit ausschließlich elektrischem Antrieb beträgt 64 km und die Höchstgeschwindigkeit 161 km/h. Das Fahrzeug mit Frontantrieb kann innerhalb von drei Stunden an einer 230-V-Netzsteckdose aufgeladen werden. Vorne hat das Fahrzeug Räder mit 21 Zoll Felgendurchmesser und hinten mit 22 Zoll Felgendurchmesser.

## Serienversion

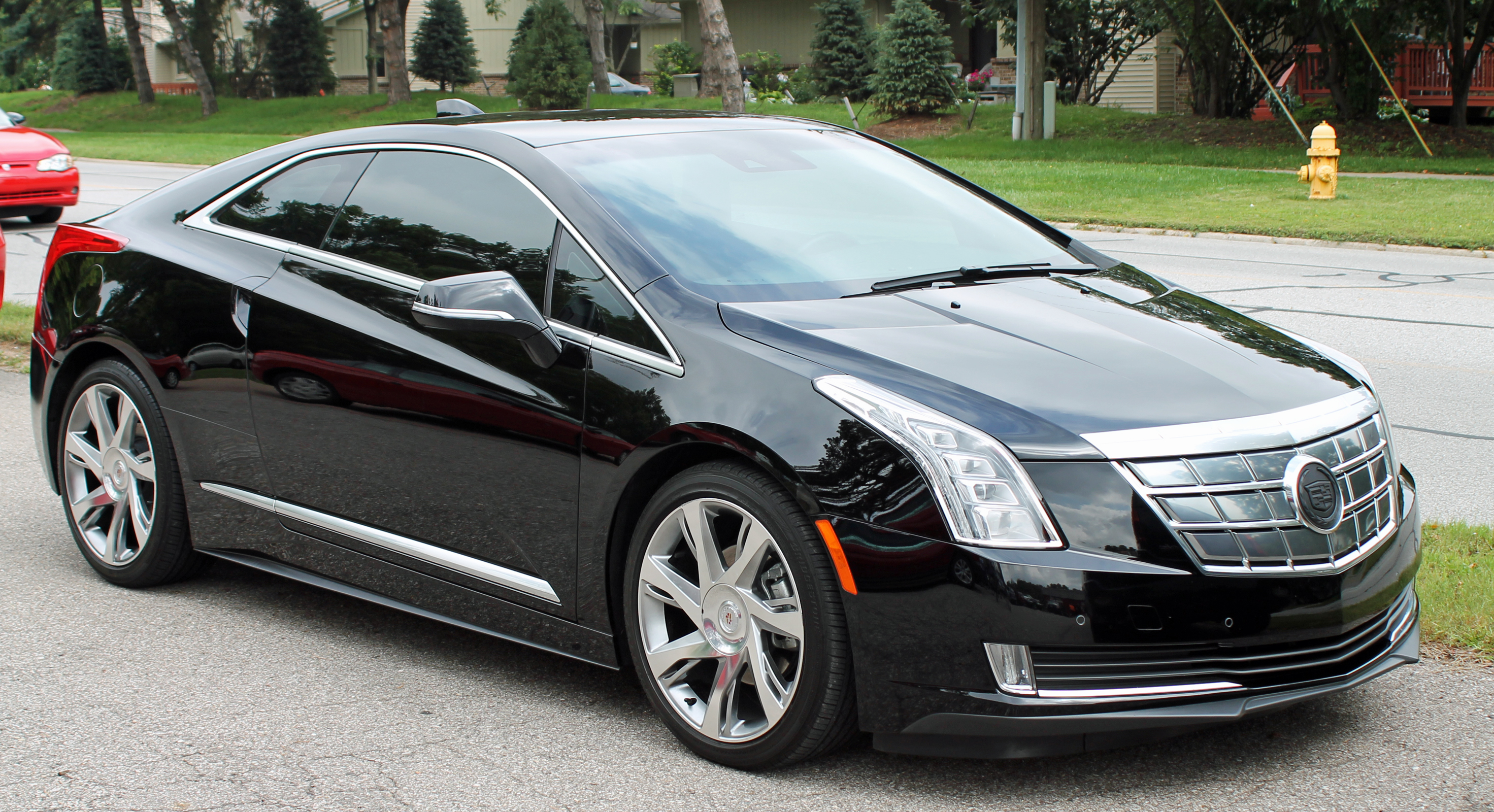
Cadillac ELR (2013–2016)

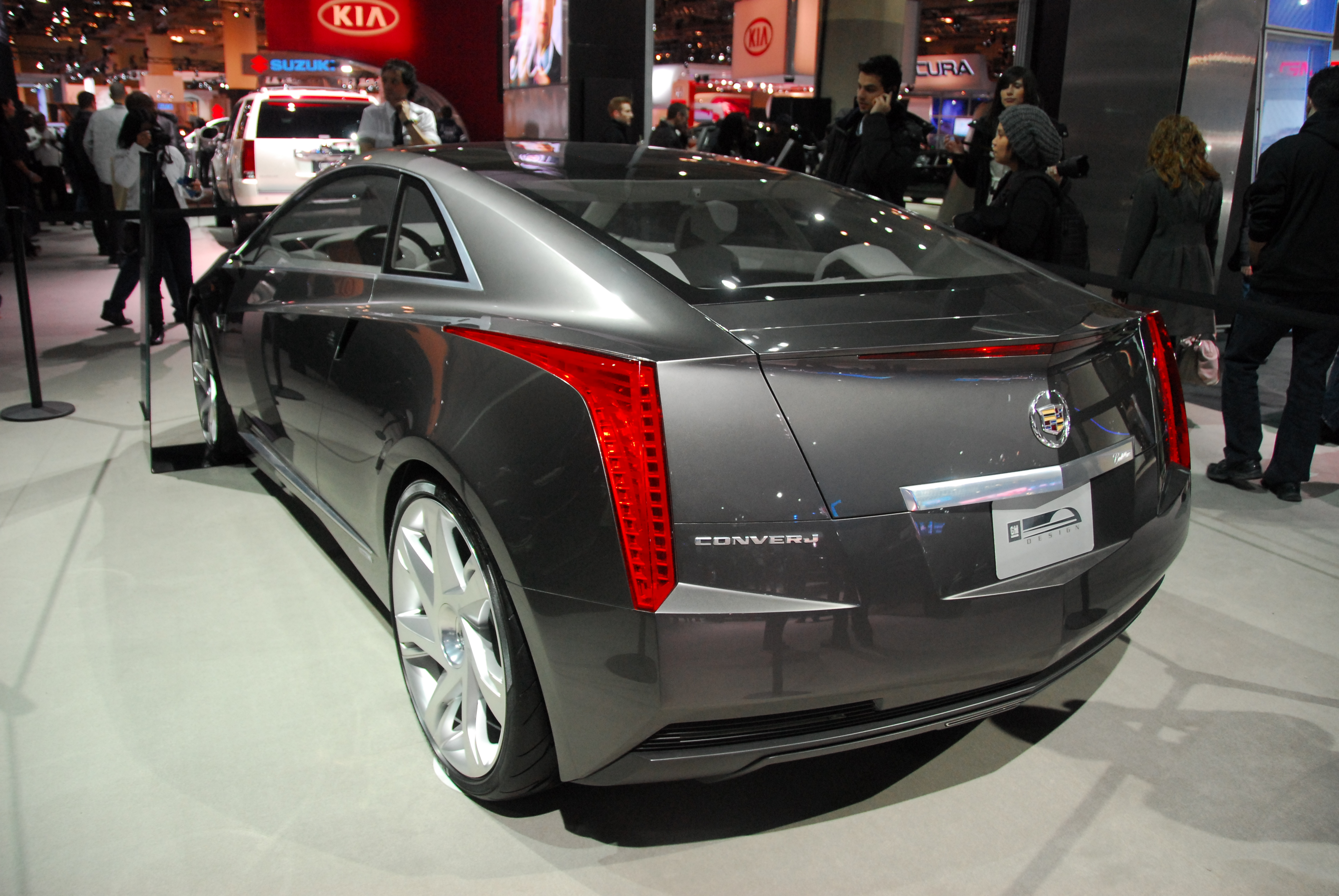
Heckansicht

Zwischen 2013 und 2016 wurde mit dem Cadillac ELR eine Serienversion der Studie verkauft.